# Xiyangyang yu Huitailang
Xǐ Yáng Yáng yǔ Huī Tài Láng (kinesiska: 喜羊羊与灰太狼) "Glada Fåret och Gråa Vargen" även känd som Pleasant Goat and Big Big Wolf är en kinesisk animerad tv-serie som började sändas 2005. Serien produceras av Creative Power Entertaining från Guangzhou. Handlingen kretsar kring en grupp med getter och en varg som försöker fånga och äta upp getterna men som aldrig lyckas. Åtta filmer har gjorts baserade på TV-serien och karaktärerna. De första sju filmerna har inbringat totalt 800 miljoner RMB (118 miljoner Euro) i biljettintäkter. Serien har översatts till 20 olika asiatiska språk och visas i olika asiatiska länder.